# Centeterus ibericator
Centeterus ibericator är en stekelart som beskrevs av Selfa och Diller 1991. Centeterus ibericator ingår i släktet Centeterus och familjen brokparasitsteklar. Inga underarter finns listade.